# ياسين سويد
ياسين سويد (1931-) هو كاتب ومؤرخ وضابط لبناني، وهو ضابط سابق في الجيش اللبناني برتبة لواء ركن، أحيل إلى التقاعد في 1990، حصل على شهادة الأركان من كلية الأركان في بيروت، تسلم مراكز قيادية في الجيش اللبناني ومنها «قسم التاريخ العسكري في مديرية الإعلام»، و«قيادة جهاز أمن مطار بيروت الدولي»، و«رئيس المحكمة العسكرية»، حصل على إجازة الحقوق من الجامعة اللبنانية ببيروت في 1964، وعلى دكتوراه دولة في التاريخ من جامعة السوربون بفرنسا في 1984.
وهو عضو في مجلس أمناء «مؤسسة القدس» ببيروت، وعضو مؤسس في «المنتدى القومي العربي» وعضوفي «الهيئة الوطنية لمقاومة التطبيع»، وعضو اللجنة الدولية للتاريخ العسكري و«اللجنة الدولية للعلوم التاريخية»، وكان من مؤسسي «حركة اللاطائفيين في لبنان».

## مؤلفات
صدرت له عدة أعمال أدبية منها:
- «أوراق من دفاتر العمر 1947-1997»، الشركة العالمية للكتاب، لبنان، 1997.[3]
- «التاريخ العسكري لبني إسرائيل من خلال كتابهم - قراءة جديدة للعهد القديم»، شركة المطبوعات للتوزيع والنشر، بيروت، 1998، عدد الصفحات:480.[4]
- «التاريخ العسكري لبني إسرائيل من خلال كتابهم - الجزء الثاني»، شركة المطبوعات للتوزيع والنشر، 1998، عدد الصفحات:456.
- «التاريخ العسكري للمقاطعات اللبنانية الجزء الأول»، المؤسسة العربية للدراسات والنشر، 1980، عدد الصفحات:440.
- «ذكر تملك جمهور الفرنساوية الاقطار المصرية والبلاد الشامية، أو الحملة الفرنسية على مصر والشام»، تأليف نقولا الترك، حققه وقدم له ووضع حواشية ياسين سويد، دار الفارابي، بيروت، 1990.[5]
- «التاريخ العسكري للمقاطعات اللبنانية في عهد الامارتين - الامارة الشهابية الجزء الثاني»، المؤسسة العربية للدراسات والنشر، 1985، عدد الصفحات:690.[6]
- «المقاطعات اللبنانية في إطار بلاد الشام: التاريخ السياسي والعسكري»، نوبليس، بيروت، 2004.[7]
- «الفن العسكري الإسلامي: أصوله ومصادره؛ ويتضمن دراسة تطبيقية نموذجية لمعارك العبور في الفتوح الإسلامية»، شركة المطبوعات للتوزيع والنشر، سلسلة: تاريخ العرب والإسلام، 2017، عدد الصفحات:380.[8]
- «مؤامرة الغرب على العرب: محطات في مراحل المؤامرة ومقاومتها»، المؤسسة العربية للدراسات والنشر، بيروت، 1992.[9]
- «المسألة اللبنانية؛ نقد وتحليل»، الشركة العالمية للكتاب، 1998، عدد الصفحات:336.[10]
- «الوثائق المؤسسة للجيش اللبناني في عهد الانتداب الفرنسي 1916-1946»، 2011، عدد الصفحات:248.[11]
- «الوجود العسكري الأجنبي في الخليج: واقع وخيارات: دعوة إلى أمن عربي اسلامي في الخليج»، مركز دراسات الوحدة العربية، 2004، عدد الصفحات:261.[12]
- «حروب القدس في التاريخ الإسلامي والعربي»، دار الملتقى للطباعة والنشر، ليماسول، قبرص، 1997، عدد الصفحات:231.[13]
- «عملية الليطاني 1978 نظرة إستراتيجية»، مركز الدراسات الإستراتيجية للبحوث والتوثيق، بيروت، 1992، عدد الصفحات:112.[14]
- «فرنسا والموارنة ولبنان»، شركة المطبوعات للتوزيع والنشر، 1992، عدد الصفحات:740.[15]
- «في الدين والحرب والسياسة: أبحاث مختارة»، بيسان للنشر والتوزيع، 2004، عدد الصفحات:605.[16]
- «لبنان الشمالي في الثلث الأول من القرن العشرين»، تأليف الليوتنان رونييه، تعريب وتقديم ياسين سويد، مراجعة حسان جابر، دار النهار للنشر، بيروت، 2019، عدد الصفحات:184.[17]
- «مذكراتي 1931 - 2011»، الدار العربية للعلوم - ناشرون، بيروت، 2012، عدد الصفحات:1107.[18]
- «مرايا الأحوال؛ أبحاث في أحوال البلاد والعباد»، 2012، عدد الصفحات:640.[19]
- «معارك خالد بن الوليد»، المؤسسة العربية للدراسات والنشر، 1989، عدد الصفحات:424.[20]
- «الآكلون لحومهم وقصص أخرى: وفي الختام قصيدتان»، بيروت، 2013.[21]
- «أحمد سويد في ذاكرة الناس»، بيروت، 2014.[22]
- «موسوعة من تاريخنا، معارك وقادة»، المجموعة الطباعية، بيروت، 2015.[23]
- «نحو إستراتيجية جادة لعمل عربي موحد»، دار النفائس، 1996، عدد الصفحات:260.[24]
- «القرن العشرون: حروب وثورات غيرت وجه العالم»، دار الخليج للصحافة والطباعة والنشر، مركز الخليج للدراسات، الشارقة، 2000، عدد الصفحات:111 صفحة.[25]
- «عبد العزيز وعبقرية بناء الدولة»، بيروت، 2007.[26]

## جوائز
- وسام الاستحقاق اللبناني: الفضي في 1964، والفضي ذو السعف في 1969، والدرجة الأولى في 1983.
- وسام الأرز الوطني: من درجة فارس في 1969، ومن رتبة ضابط في 1983، ومن رتبة كومندور في 1989.
- وسام المؤرخ العربي من اتحاد المؤرخين العرب في 1993.
- شهادة «تقدير واعزاز» من اتحاد المحامين العرب في 2000.
- درع «الأمناء على العهد القومي» من المنتدى القومي العربي في 2003.